# Atto d'infedeltà
Atto d'infedeltà (Dünyayla Benim Aramda) è una serie televisiva drammatica turca, distribuita sul servizio di streaming Disney+ tramite il portale Star dal 14 settembre al 26 ottobre 2022. È diretta da Hülya Gezer, scritta da Pınar Bulut, prodotta da MF Yapım per The Walt Disney Company ed ha come protagonisti Demet Özdemir e Buğra Gülsoy.
In Italia la serie è stata distribuita sul servizio di streaming Disney+ tramite il portale Star dal 14 dicembre 2022 al 25 gennaio 2023.

## Trama
La serie racconta la turbolenta relazione tra İlkin, una caporedattrice di una rinomata rivista di moda e Tolga, un noto e popolare personaggio televisivo.

## Episodi
| Stagione       | Episodi | Pubblicazione Turchia | Pubblicazione Italia |
| -------------- | ------- | --------------------- | -------------------- |
| Prima stagione | 8       | 2022                  | 2022-2023            |

## Personaggi e interpreti
- İlkin, interpretata da Demet Özdemir.
- Tolga, interpretato da Buğra Gülsoy.
- Sinem, interpretato da Hafsanur Sancaktutan.
- Kenan, interpretato da Metin Akdülger.
- Burçin, interpretato da Zerrin Tekindor.
- Cüneyt, interpretato da İbrahim Selim.
- Ceren, interpretato da Melisa Döngel.
- Uluç, interpretato da Ali Yoğurtçuoğlu.
- Esra, interpretata da Serra Tenkal.

## Produzione
La serie è diretta da Hülya Gezer, scritta da Pınar Bulut e prodotta da MF Yapım per The Walt Disney Company.

### Premiere
Il 13 settembre 2022, il giorno prima del debutto, la piattaforma digitale Disney+ ha presentato la serie con protagonisti Demet Özdemir, Buğra Gülsoy, Hafsanur Sancaktutan e Metin Akdülger.

### Riprese
Le riprese della serie si sono svolte tra i mesi di marzo e agosto 2022 a Istanbul.

## Riconoscimenti
- Pantene Golden Butterfly Awards
  - 2022: Candidatura come Miglior coppia televisiva a Demet Özdemir e Buğra Gülsoy[20]
  - 2022: Candidatura come Miglior attrice a Demet Özdemir[20]
  - 2022: Premio come Miglior serie internet a Demet Özdemir, Buğra Gülsoy, Hülya Gezer, Hafsanur Sancaktutan e Metin Akdülger[20]
  - 2022: Candidatura come Miglior regista a Hülya Gezer[20]